# Charlton (Londyn)
Charlton – dzielnica Londynu, położona w południowo-wschodniej części miasta w Royal Borough of Greenwich. Znajduje się tutaj Charlton Athletic F.C. oraz stadion zespołu: The Valley.
W rejonie Charlton znajduje się stacja metra North Greenwich (linia Jubilee), stacja DLR Woolwich Arsenal oraz stacje National Rail: Charton, Blackheath, Westcombe Park i Woolwich Dockyard.